# Regierung Gorton III
Die Regierung Gorton III regierte Australien vom 12. November 1969 bis zum 10. März 1971. Es handelte sich um eine Koalitionsregierung der Liberal Party (LP) und der Country Party (CP).
Premierminister John Gorton leitete auch schon die Vorgängerregierung. Bei der Parlamentswahl am 25. Oktober 1969 erlitten die Regierungsparteien deutliche Verluste. Die Liberal Party verlor 15 Sitze im Repräsentantenhaus und erhielt noch 46 Mandate, die Country Party verlor 1 Mandat und stellte 20 Abgeordnete. Zusammen verfügten sie jedoch immer noch über eine Mehrheit von 46 der 124 Sitze. Gorton blieb Premierminister einer LP-CP-Koalition. Gorton verlor zunehmend an Unterstützung innerhalb seiner Partei. Als er auf einer Parteiversammlung am 10. März 1971 die Vertrauensfrage stellte, ging die Abstimmung unentschieden aus, woraufhin er zurücktrat. Sein Nachfolger als Parteivorsitzender und Premierminister wurde Außenminister William McMahon.

## Ministerliste
| Kabinett                                                                          | Kabinett           | Kabinett | Kabinett                            | Kabinett |
| Amt                                                                               | Minister           | Partei   | Amtszeit                            | Bild     |
| --------------------------------------------------------------------------------- | ------------------ | -------- | ----------------------------------- | -------- |
| Premierminister                                                                   | John Gorton        | LP       | 12. November 1969 – 10. März 1971   |          |
| Minister für Handel und Industrie und stellvertretender Premierminister           | John McEwen        | CP       | 12. November 1969 – 5. Februar 1971 |          |
| Minister für Handel und Industrie und stellvertretender Premierminister           | Doug Anthony       | CP       | 5. Februar 1971 – 10. März 1971     |          |
| Außenminister                                                                     | William McMahon    | LP       | 12. November 1969 – 10. März 1971   |          |
| Minister für die Grundstoffindustrie                                              | Doug Anthony       | CP       | 12. November 1969 – 5. Februar 1971 |          |
| Minister für die Grundstoffindustrie                                              | Ian Sinclair       | CP       | 5. Februar 1971 – 10. März 1971     |          |
| Assistant Minister für Handel und Industrie                                       | Ian Sinclair       | CP       | 5. Februar 1971 – 10. März 1971     |          |
| Generalpostmeister                                                                | Alan Hulme         | LP       | 5. Februar 1971 – 10. März 1971     |          |
| Vizepräsident des Executive Council                                               | Alan Hulme         | LP       | 5. Februar 1971 – 10. März 1971     |          |
| Schatzminister                                                                    | Les Bury           | LP       | 12. November 1969 – 10. März 1971   |          |
| Minister für Schiffahrt und Verkehr                                               | Ian Sinclair       | CP       | 12. November 1969 – 5. Februar 1971 |          |
| Minister für Schiffahrt und Verkehr                                               | Peter Nixon        | CP       | 5. Februar 1971 – 10. März 1971     |          |
| Minister für Versorgung                                                           | Ken Anderson       | LP       | 12. November 1969 – 10. März 1971   |          |
| Verteidigungsminister                                                             | Malcolm Fraser     | LP       | 12. November 1969 – 8. März 1971    |          |
| Minister für nationale Entwicklung                                                | Reginald Swartz    | LP       | 12. November 1969 – 8. März 1971    |          |
| Minister für Arbeit und Wehrpflicht                                               | Billy Snedden      | LP       | 12. November 1969 – 8. März 1971    |          |
| Minister für Bildung und Wissenschaft                                             | Nigel Bowen        | LP       | 12. November 1969 – 8. März 1971    |          |
| Innenminister                                                                     | Peter Nixon        | CP       | 12. November 1969 – 5. Februar 1971 |          |
|                                                                                   |                    |          |                                     |          |
| Juniorminister                                                                    |                    |          |                                     |          |
| Innenminister                                                                     | Ralph Hunt         | CP       | 5. Februar 1971 – 10. März 1971     |          |
| Minister für Außenterritorien                                                     | Charles Barnes     | CP       | 12. November 1969 – 10. März 1971   |          |
| Gesundheitsminister                                                               | Jim Forbes         | LP       | 12. November 1969 – 10. März 1971   |          |
| Ministerin für Wohnraum                                                           | Annabelle Rankin   | LP       | 12. November 1969 – 10. März 1971   |          |
| Minister für Einwanderung                                                         | Phillip Lynch      | LP       | 12. November 1969 – 10. März 1971   |          |
| Sozialminister                                                                    | Bill Wentworth     | LP       | 12. November 1969 – 10. März 1971   |          |
| Bauminister                                                                       | Reg Wright         | LP       | 12. November 1969 – 10. März 1971   |          |
| Minister für die Luftfahrt                                                        | Bob Cotton         | LP       | 12. November 1969 – 10. März 1971   |          |
| Minister für Zölle und Verbrauchssteuern                                          | Don Chipp          | LP       | 12. November 1969 – 10. März 1971   |          |
| Minister für die Luftwaffe                                                        | Tom Drake-Brockman | CP       | 12. November 1969 – 10. März 1971   |          |
| Generalstaatsanwalt                                                               | Tom Hughes         | LP       | 12. November 1969 – 10. März 1971   |          |
| Minister für Repatriierung                                                        | Mac Holten         | CP       | 12. November 1969 – 10. März 1971   |          |
| Armeeminister                                                                     | Andrew Peacock     | LP       | 12. November 1969 – 10. März 1971   |          |
| Marineminister                                                                    | James Killen       | LP       | 12. November 1969 – 10. März 1971   |          |
| Assistant Minister für Angelegenheiten der Aborigines im Amt des Premierministers | Bill Wentworth     | LP       | 12. November 1969 – 10. März 1971   |          |
| Assistant Minister zur Unterstützung des Premierministers                         | Andrew Peacock     | LP       | 12. November 1969 – 10. März 1971   |          |
| Assistant Minister für Tourismus im Ministerium für Handel und Industrie          | Reg Wright         | LP       | 12. November 1969 – 10. März 1971   |          |
| Assistant Minister im Schatzministerium                                           | Phillip Lynch      | LP       | 12. November 1969 – 10. März 1971   |          |